# Informe Saiko
Informe Saiko es el primer Álbum de estudio de la banda chilena de Rock Saiko (Denisse Malebrán, Luciano Rojas, Rodrigo Aboitiz, Iván Delgado) producido entre 1998 y 1999 y publicado en 1999. El álbum fue producido por  Rojas y Aboitiz. Las letras del álbum fueron escritas por Iván Delgado aunque en el siguiente álbum las autorías de las canciones serían compartidas entre Iván Delgado y Denisse Malebrán 
Informe Saiko tuvo buenas críticas durante el 2000, por la calidad de la voz de Denisse Malebrán,y por el sonido synth de los teclados, en canciones como "Happy Hour" y "Cuando miro en tus ojos", la cual contaría más adelante con una versión sinfónica que se encuentra el compilado Todo Saiko.

## Historia
Tras la salida de Luciano Rojas y Rodrigo Aboitiz del grupo chileno de rock La Ley, vuelven a Chile con un proyecto bajo el brazo, acá en Chile se reúnen con Iván Delgado para formar las bases de lo que sería Saiko. Luego de la realización de varias audiciones llegan a Denisse Malebrán, quien se desempeñaría como imagen y vocalista de la banda. luego de un tiempo de trabajo en las canciones, el cual no tuvo una realización normal de una banda, sale en 1999 Informe Saiko, álbum que destaca su sonido de bases electrónicas, las guitarras de Rojas, y la voz de Denisse. esta mezcla los llevó a ser denominados como los "Garbage" Chilenos. Sin embargo para poder grabar “Informe Saiko” necesitaban de un baterista que los ayudase a ejecutar las percusiones. Es por eso que deciden llamar a Marcelo Fillipi, baterista de “Los Imposibles”, para que se metiese en los estudios de grabación junto con ellos (como músico invitado) y así poder grabar el primer disco de la banda.
El disco fue grabado en Santiago de Chile y mezclado en los estudios Sound N, en Alemania.
En un principio, Saiko era un proyecto de música electrónica, pero de a poco fue tomando un camino más rock, por lo cual en el 2000 Javier Torres entra a la banda como baterista.
En la canción "Informe", Delgado canta una parte de ella, así como los coros de "Express","El Cuento", y "Amante Ideal" dejando visto como fue considerado en una ocasión para vocalista de La Ley allá en 1988. Incluso figura en los créditos de la mayoría de canciones del álbum Desiertos de 1990 de dicha banda, ya que fue quien escribió sus letras, entre ellas, la que le da nombre al disco.

## Listado de canciones
Los letras del álbum fueron escritas por Iván Delgado.
Música por Rodrigo "Coti" Aboitiz y Luciano Rojas. 
1. «Express» - 5:01
2. «Cuando miro en tus ojos» - 5:44
3. «La Fábula» - 5:03
4. «El Cuento» - 4:53
5. «Emboscados» - 5:53
6. «Happy Hour» - 4:42
7. «Uno Tras Otros» - 5:44
8. «Informe» - 5:32
9. «Amante Ideal» - 5:28
10. «Patético» - 4:20

## Créditos
- Denisse Malebrán: Voz
- Luciano Rojas: Guitarras
- Coti Aboitiz: Sintetizador y Programaciones
- Iván Delgado: Teclado, Saxofón. Voz Colíder en 1,4,8,9.

## Sencillos
- «La Fábula»
- «Cuando miro en tus ojos»
- «Happy Hour»
- «Uno Tras Otros»

Los sencillos promocionales «La Fábula» y «Cuando Miro en Tus Ojos» difieren en su duración de las versiones originales del álbum.